# Bonifacio (Córcega del Sur)
Bonifacio (en idioma corso, Bunifaziu; en idioma ligur bonifaciense, Bunifazziu) es una comuna francesa situada en la circunscripción departamental de Córcega del Sur y en el territorio de la colectividad de Córcega. Tiene una población estimada, en 2019, de 3192 habitantes.
Es una de las localidades más antiguas de Córcega y uno de los pueblos más pintorescos de la isla y de la costa mediterránea en general.

## Geografía
Situada en el extremo sur de Córcega, es la comuna más meridional de la Francia metropolitana. Se encuentra enclavada en una pequeña península rodeada de acantilados. Su fortaleza milenaria, sus monumentos históricos, sus casas bajas y calles estrechas y empedradas se ubican a 70 metros sobre el nivel del mar y se asoman a la costa como miradores.
Al sur, el estrecho de Bonifacio separa Córcega de la isla italiana de Cerdeña.
El suelo es de naturaleza calcárea, hecho excepcional en Córcega, donde suele ser granítico.
Cuenta, incluso, con un barranco con apariencia de fiordo de 100 metros, lo que le otorga un puerto natural. Pero, sin duda, uno de los mayores atractivos turísticos de esta localidad es su ciudadela amurallada, que data de la época genovesa.

## Demografía
| 3 181 | 3 105 | 2 479 | 2 944 | 3 031 | 3 017 | 3 271 | 3 383 | 3 100 | 3 453 | 3 594 | 3 616 | 3 375 | 3 116 | 3 357 | 3 703 | 3 858 | 4 188 | 3 797 | 3 660 | 2 816 | 2 688 | 3 331 | 3 628 | 2 048 | 2 157 | 2 418 | 2 431 | 2 693 | 2 736 | 2 683 | 2 658 | 2 852 | 2 977 | 3 192 |
| Para los censos de 1962 a 1999 la población legal corresponde a la población sin duplicidades (Fuente: INSEE [Consultar]) |       |       |       |       |       |       |       |       |       |       |       |       |       |       |       |       |       |       |       |       |       |       |       |       |       |       |       |       |       |       |       |       |       |       |

## Hermanamientos
- Morzine (Alta Saboya)